# X1
X1 (? - 5 de julho de 2007) foi um rapper estadunidense. X1 era irmão de Sticky Fingaz, tendo marcado presença em todos os seus álbuns solo. Além disso, era afiliado da banda Onyx, onde realizava frequentes aparições especiais, além de atuar na canção "React", junto com 50 Cent. Ele começou a carreira como membro do grupo Gang Green, mas no momento de sua morte cantava solo.
Em 2000, assinou o contrato com a extinta Tyson Records, de Mike Tyson. Em 2006, lançou seu único álbum, Young, Rich & Gangsta. Foi encontrado morto em 5 de julho de 2007, com suspeita de suicídio.

## Discografia
- Young, Rich & Gangsta (2006)